# 天琴座δ
天琴座δ，又名BD+36 3307，HD 175426、SAO 67537、HR 7131，是天琴座的一颗恒星，视星等为5.58，位于銀經66.93，銀緯15.49，其B1900.0坐标为赤經18h 50m 13.9s，赤緯+36° 15.49′ 48″。这对双星是一个非常奇异的天体，主星是5.6等的蓝白色矮星，质量有太阳的8-10倍之大，9.8等的伴星质量小得多，但是已经进入红巨星阶段。由于质量偏低，伴星光度比一般红巨星要小一些，大约是太阳的10倍亮。这对双星类似于大陵五双星，质量小的伴星演化快，而大的主星还是主序星，极有可能是激烈的质量交流所致。